# Ben Quilty
 (mars 2019).
Si vous disposez d'ouvrages ou d'articles de référence ou si vous connaissez des sites web de qualité traitant du thème abordé ici, merci de compléter l'article en donnant les références utiles à sa vérifiabilité et en les liant à la section « Notes et références ».
Ben Quilty (né le 1er janvier 1973 à Sydney) est un peintre australien. Il a remporté le prix national du portrait Doug-Moran en 2009 et le prix Archibald en 2011. Il est considéré comme l’un des artistes australiens vivants les plus connus, mais le conservatisme de ses œuvres est souvent critiqué par la presse australienne. Il est peu connu à l’étranger.[réf. nécessaire]